# Cabecicos Negros de Fortuna

Los Cabecicos Negros de Fortuna es un conjunto de pequeños conos volcánicos, situados en la Región de Murcia, en el municipio de Fortuna, entre la capital municipal y el pueblo de La Matanza.
El conjunto volcánico está propuesto como «Lugar de interés geológico español de relevancia internacional» (Global Geosite) por el Instituto Geológico y Minero de España por su interés petrológico, con la denominación «VU003: Edificio volcánico de los Cabecitos Negros de Fortuna», dentro del contexto geológico «Vulcanismo neógeno y cuaternario de la península ibérica».

## Vulcanismo
Se trata de dos pequeños conos volcánicos. El cono norte son los restos de la pared de un cráter, mientras que el cono sur es muy bajo y achatado, de forma irregular, donde se aprecia la huella de su antiguo cráter.
Estos conos se emergieron a partir de una antigua chimenea volcánica; entre un terreno de margas. Su roca más dominante es la fortunita.

## Alrededores
El pueblo de La Matanza, es el pueblo más cercano al lugar, atravesado por la carretera del mismo nombre.

### Vulcanismo de Fortuna
Aparte de estos volcanes; se encuentra un campo de diques en toda la cuenca de Fortuna. Su roca dominante es la fortunita y se puede encontrar en la zona de Los Derramadores y de El Tale; y también se puede encontrar estos yacimientos en el municipio vecino de Mula. Estas zonas fueron explotados por interés minero, donde perforaban la roca a la que introducían explosivos.
La Sierra de La Pila es el punto culminante de Fortuna y sus rocas tienen un origen sedimentario, como las del resto de los relieves de la comarca.

## Aspectos ambientales
Los Cabecicos Negros de Fortuna están protegidos desde 1917